# Slalomvärldsmästerskapen i kanotsport 1991
Slalomvärldsmästerskapen i kanotsport 1991 anordnades i Tacen, Jugoslavien. 

## Medaljsummering

### Medaljtabell
| Pl.    | Nation          | Guld | Silver | Brons | Totalt |
| ------ | --------------- | ---- | ------ | ----- | ------ |
| 1      | Frankrike       | 4    | 1      | 2     | 7      |
| 2      | Tyskland        | 2    | 1      | 3     | 6      |
| 3      | USA             | 1    | 2      | 1     | 4      |
| 4      | Storbritannien  | 1    | 0      | 1     | 2      |
| 5      | Tjeckoslovakien | 0    | 3      | 1     | 4      |
| 6      | Jugoslavien     | 0    | 1      | 0     | 1      |
| Totalt | Totalt          | 8    | 8      | 8     | 24     |

### Herrar
| Gren    | Guld | Poäng  | Silver                                                                                             | Poäng  | Brons                                                                                                 | Poäng  |
| C-1     | Martin Lang (GER)                                                                                          | 160,19 | Adam Clawson (USA)                                                                                 | 164,26 | Jacky Avril (FRA)                                                                                     | 166,27 |
| C-1 lag | USA Adam Clawson Jon Lugbill Jed Prentice                                                                  | 198,23 | Frankrike Jacky Avril Hervé Delamarre Emmanuel Brugvin                                             | 203,57 | Storbritannien Mark Delaney Bill Horsman Gareth Marriott                                              | 219,34 |
| C-2     | Frankrike Frank Adisson Wilfrid Forgues                                                                    | 174,79 | Tjeckoslovakien Jiří Rohan Miroslav Šimek                                                          | 175,30 | Frankrike Emmanuel del Rey Thierry Saidi                                                              | 177,17 |
| C-2 lag | Frankrike Frank Adisson & Wilfrid Forgues Thierry Saidi & Emmanuel del Rey Gilles Lelievre & Jérôme Daille | 211,15 | Tjeckoslovakien Jiří Rohan & Miroslav Šimek Petr Štercl & Pavel Štercl Viktor Beneš & Milan Kučera | 224,01 | Tyskland Michael Trummer & Manfred Berro Stephan Bittner & Volker Nerlich Frank Hemmer & Thomas Loose | 238,54 |
| K-1     | Shaun Pearce (GBR)                                                                                         | 143,65 | Marjan Štrukelj (YUG)                                                                              | 146,40 | Martin Hemmer (GER)                                                                                   | 147,51 |
| K-1 lag | Frankrike Manuel Brissaud Gilles Clouzeau Jean-Michel Regnier                                              | 175,36 | Tyskland Thomas Becker Michael Glöckle Michael Seibert                                             | 181,23 | Tjeckoslovakien Luboš Hilgert Peter Nagy Pavel Přindiš                                                | 183,21 |

### Damer
| Gren    | Guld                                                     | Poäng  | Silver                                                                   | Poäng  | Brons                                               | Poäng  |
| K-1     | Elisabeth Micheler (GER)                                 | 181,08 | Dana Chladek (USA)                                                       | 184,00 | Kordula Striepecke (GER)                            | 185,66 |
| K-1 lag | Frankrike Myriam Jerusalmi Anouk Loubie Marianne Agulhon | 215,56 | Tjeckoslovakien Zdenka Grossmannová Štěpánka Hilgertová Marcela Sadilová | 251,60 | USA Kirsten Brown-Fleshman Dana Chladek Kara Ruppel | 272,12 |